# Nghĩa dũng quân tiến hành khúc
Nghĩa dũng quân tiến hành khúc (giản thể: 义勇军进行曲; phồn thể: 義勇軍進行曲; bính âm: Yìyǒngjūn Jìnxíngqǔ) là quốc ca của nước Cộng hòa Nhân dân Trung Hoa được nhà thơ và soạn giả ca kịch Điền Hán viết lời và Niếp Nhĩ phổ nhạc vào khoảng giữa giai đoạn Chiến tranh Trung–Nhật (1937-1945). Bài này thuộc thể loại hành khúc.

## Lịch sử